# Таурисано, Освалдо
Освалдо Жозе Таурисано (порт.-браз. Oswaldo Jose Taurisano; 28 мая 1938, по другой версии 1936, Кампинас — 23 июля 2012, Сан-Паулу), также известный под именем Освалдо Понте Аэреа (порт.-браз. Oswaldo Ponte Aérea) — бразильский футболист, левый нападающий. Выступал за сборную Бразилии, участник чемпионата Южной Америки 1963, где провёл 6 матчей и забил 3 гола. Двукратный чемпион Лиги Кариоки в составе «Фламенго».

## Карьера
Освалдо начал карьеру в клубе «Жувентус».
В 2008 году Освалдо пережил сердечный приступ. Он умер в своём доме в Вила-Маскоте на юге Сан-Паулу.

## Личная жизнь
Освалдо был женат. Имел двоих детей — Монику и Освалдо Жуниора.

## Достижения
- Чемпион штата Рио-де-Жанейро: 1963, 1965
- Обладатель Кубка Роберто Гомеса Педросы: 1967